# Davide Simoncelli
Davide Simoncelli (ur. 30 stycznia 1979 w Rovereto) – włoski narciarz alpejski.

## Kariera
Po raz pierwszy na arenie międzynarodowej Davide Simoncelli pojawił się 9 stycznia 2005 roku w Mariborze, gdzie w zawodach FIS Race w supergigancie nie ukończył rywalizacji. W 1999 roku wystartował na mistrzostwach świata juniorów w Pra Loup, zajmując dwunaste miejsce w slalomie. Był to jego jedyny start na imprezach tego cyklu.
W zawodach Pucharu Świata zadebiutował 13 grudnia 1999 roku w Madonna di Campiglio, gdzie nie ukończył pierwszego przejazdu slalomu. Pierwsze pucharowe punkty wywalczył 17 grudnia 2000 roku w Val d’Isère, zajmując 17. miejsce w gigancie. Na podium zawodów tego cyklu po raz pierwszy stanął 22 grudnia 2002 roku w Alta Badia, kończąc giganta na drugiej pozycji. W zawodach tych rozdzielił na podium Bode Millera z USA oraz Austriaka Christiana Mayera. W kolejnych latach kilkukrotnie stawał na podium, w tym 21 grudnia 2003 roku w Alta Badia odniósł swoje pierwsze zwycięstwo, wygrywając giganta. Najlepsze wyniki osiągnął w sezonie 2009/2010, który ukończył na 22. pozycji w klasyfikacji generalnej oraz czwartej w klasyfikacji giganta. Czwarte miejsce w gigancie zajął również w sezonie 2005/2006.
W 2006 roku wystartował w gigancie na igrzyskach olimpijskich w Turynie, jednak nie ukończył rywalizacji. Cztery lata później, podczas igrzysk w Vancouver zajął 19. miejsce w tej samej konkurencji, a na igrzyskach olimpijskich w Soczi w 2014 roku był siedemnasty. Był też między innymi szósty w swej koronnej konkurencji na rozgrywanych w 2013 roku mistrzostwach świata w Schladming.

## Osiągnięcia

### Igrzyska olimpijskie
| Miejsce | Dzień     | Rok  | Miejscowość | Konkurencja | Czas biegu  | Strata  | Zwycięzca      |
| ------- | --------- | ---- | ----------- | ----------- | ----------- | ------- | -------------- |
| DNF1    | 20 lutego | 2006 | Turyn       | Gigant      | 2:35,00 min | -       | Benjamin Raich |
| 19.     | 23 lutego | 2010 | Vancouver   | Gigant      | 2:37,83 min | +2,13 s | Carlo Janka    |
| 17.     | 19 lutego | 2014 | Soczi       | Gigant      | 2:45,29 min | +2,06 s | Ted Ligety     |

### Mistrzostwa świata
| Miejsce | Dzień     | Rok  | Miejscowość       | Konkurencja | Czas biegu  | Strata  | Zwycięzca            |
| ------- | --------- | ---- | ----------------- | ----------- | ----------- | ------- | -------------------- |
| 20.     | 8 lutego  | 2001 | St. Anton         | Gigant      | 2:23,80 min | +4,85 s | Michael von Grünigen |
| 23.     | 10 lutego | 2001 | St. Anton         | Slalom      | 1:39,66 min | +5,31 s | Mario Matt           |
| DNF2    | 12 lutego | 2003 | Sankt Moritz      | Gigant      | 2:45,93 min | -       | Bode Miller          |
| DNF1    | 9 lutego  | 2005 | Bormio            | Gigant      | 2:50,41 min | -       | Hermann Maier        |
| 11.     | 13 lutego | 2009 | Val d’Isère       | Gigant      | 2:18,82 min | +2,04 s | Carlo Janka          |
| 20.     | 18 lutego | 2011 | Ga-Pa             | Gigant      | 2:10,56 min | +1,95 s | Ted Ligety           |
| 6.      | 15 lutego | 2013 | Schladming        | Gigant      | 2:28,92 min | +2,08 s | Ted Ligety           |
| 17.     | 13 lutego | 2015 | Vail/Beaver Creek | Gigant      | 2:34,16 min | +2,89 s | Ted Ligety           |

### Mistrzostwa świata juniorów
| Miejsce | Dzień    | Rok  | Miejscowość | Konkurencja | Czas biegu  | Strata  | Zwycięzca             |
| ------- | -------- | ---- | ----------- | ----------- | ----------- | ------- | --------------------- |
| 12.     | 14 marca | 1999 | Pra Loup    | Slalom      | 1:34,96 min | +2,36 s | Massimiliano Blardone |

### Puchar Świata

#### Miejsca w klasyfikacji generalnej
- sezon 2000/2001: 109.
- sezon 2001/2002: 104.
- sezon 2002/2003: 60.
- sezon 2003/2004: 37.
- sezon 2004/2005: 38.
- sezon 2005/2006: 29.
- sezon 2006/2007: 64.
- sezon 2007/2008: 56.
- sezon 2008/2009: 73.
- sezon 2009/2010: 22.
- sezon 2010/2011: 73.
- sezon 2011/2012: 45.
- sezon 2012/2013: 40.
- sezon 2013/2014: 61.
- sezon 2014/2015: 57.

#### Miejsca na podium w zawodach
1. Alta Badia – 22 grudnia 2002 (gigant) – 2. miejsce
2. Alta Badia – 14 grudnia 2003 (gigant) – 2. miejsce
3. Alta Badia – 21 grudnia 2003 (gigant) – 1. miejsce
4. Alta Badia – 18 grudnia 2005 (gigant) – 2. miejsce
5. Yongpyong – 4 marca 2006 (gigant) – 1. miejsce
6. Alta Badia – 20 grudnia 2009 (gigant) – 2. miejsce
7. Garmisch-Partenkirchen – 12 marca 2010 (gigant) – 2. miejsce
8. Beaver Creek – 2 grudnia 2012 (gigant) – 3. miejsce

- W sumie (2 pierwsze, 5 drugich i 1 trzecie miejsce).